# Faramea paratiensis
Faramea paratiensis är en måreväxtart som beskrevs av M.Gomes. Faramea paratiensis ingår i släktet Faramea och familjen måreväxter. Inga underarter finns listade i Catalogue of Life.